# یواس‌اس اس‌سی-۵۰۱
یواس‌اس اس‌سی-۵۰۱ (به انگلیسی: USS SC-501) یک زیردریایی بود که طول آن ۱۱۰ فوت ۱۰ اینچ (۳۴ متر) بود. این زیردریایی در سال ۱۹۴۲ ساخته شد.